# 오스만 제국의 시인 목록
이 문서는 오스만 제국의 후원 하에 시를 썼거나, 오스만 디완(Dîvân) 시의 전통에 있거나, 오스만 튀르크어 대중시를 썼거나, 터키 공화국 이행 과도기에 있었던 시인이 포함되는 인명 목록이다. 터키 공화국의 시인이기도 한 사람은 강조한다.
- 아흐메드이 다이(أحمد داعي, Ahmed-i Dâ'i, 14세기 후반? - 1417년?)
- 이마댓딘 내시미(عمادالدین نسیمی, 아제르바이잔어: İmadəddin Nəsimi, 튀르키예어: İmadüddin Nesimi 이마뒷딘 네시미[*], 1369년? - 1417년)
- 푸줄리(فضولی, Fuzûlî, 1483년 - 1556년)
- 피르 술탄 아브달(Pir Sultan Abdal, 16세기)
- 하얄리(خيالى, Hayâlî, 1500년 - 1557년)
- 바키(باقى, Bâkî, 1526년 - 1600년)
- 제케리야자데 야흐야(Zekeriyazade Yahya, 1552년 - 1644년)
- 네프이(Nef'i, 1572년 - 1635년)
- 네르기시(Nergisi, 1592년 - 1635년)
- 네샤티(نشاطى, Neşâtî, ? - 1674년)
- 카라자오을란(Karacaoğlan, 1606년 - 1679년?)
- 나비(Nâbi, 1641년 - 1712년)
- 세이이드 베흐비(Seyyid Vehbi, 1674년? - 1736년)
- 네딤(نديم, Nedîm, 1681년 - 1730년)
- 쉰뷜자데 베흐비(Sünbülzade Vehbi, 1718년 - 1809년)
- 셰이흐 갈리프(Şeyh Galip, 1757년 - 1799년)
- 다달로을루(Dadaloğlu, 1785년? - 1868년?)
- 지야 괴칼프(Ziya Gökalp, 1876년 - 1924년)
- 네이젠 테브피크(Neyzen Tevfik, 1879년 - 1953년)
- 야흐야 케말 베야틀르(Yahya Kemal Beyatlı, 1884년 - 1958년)
- 할리트 파흐리 오잔소이(Halit Fahri Ozansoy, 1891년 - 1971년)
- 유수프 지야 오르타츠(Yusuf Ziya Ortaç, 1895년 - 1967년)
- 파루크 나피즈 참르벨(Faruk Nafiz Çamlıbel, 1898년 - 1973년)

## 같이 보기
- 터키의 시인 목록
- 시인 목록